# Pagerukir
Pagerukir is een bestuurslaag in het regentschap Ponorogo van de provincie Oost-Java, Indonesië. Pagerukir telt 1902 inwoners (volkstelling 2010).